# Ермиловская волость
Ерми́ловская волость — административно-территориальная единица Тарского уезда Тобольской губернии (до 1917), Акмолинской (Омской) области (1917—1918), Тюменская губерния (1919), Омской губернии (1920—1924).
Волостной центр — посёлок Ермиловский.

## История
В 1914 году была образована Ермиловская крестьянская волость на территории казённых лесных дач и части территории Тевризской волости в связи с большим наплывом переселенцев.
Волостной центр был размещён в посёлке Ермиловском.
Постановлением Сибревкома от 24 сентября 1924 года в связи с укрупнением волостей вошла в состав Тевризской волости (преобразована в 1925 году в Тевризский район Тарского округа Сибирского края с образованием сельских советов Александровский, Екатериновский, Ермиловский).

## Административное деление

### Состав на 1924 год

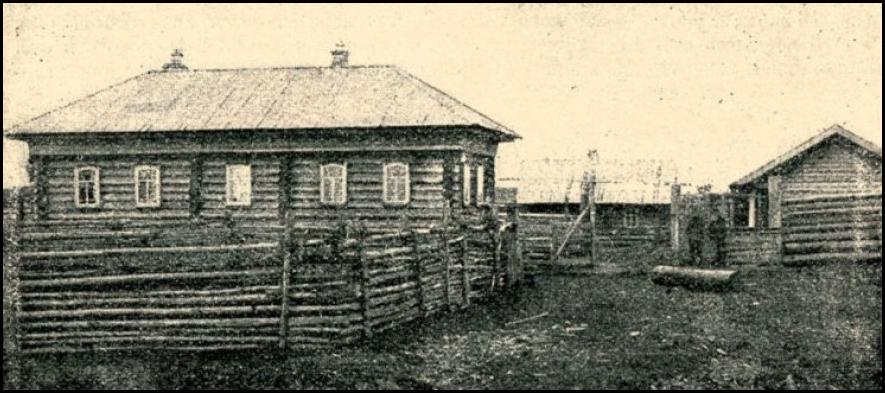
Усадьба урманного переселенца Москалёва М. Посёлок Екатерининский Ермиловской волости Тарского уезда 1916 год

| - село Александровка - село Екатерининское - село Ермиловское - деревня Бичили - посёлок Вознесенский - посёлок Итюгас - посёлок Кузьминский - посёлок Островной - посёлок Рождественский - посёлок Рудный | - посёлок Сенинский - посёлок Фёдоровский - хутор Дондук - хутор Кислы |

### Административные участки
- I полицейский стан Тарского уезда с центром в селе Завьяловское;
- VIII участок крестьянского начальника Тарского уезда с центром в селе Тевризское;
- III участок полицейского урядника Тарского уезда с центром в селе Тевризское;
- Тарский участок прокурора Тобольского Окружного Суда Тарского уезда с центром в городе Тара;
- V участок смешанной подсудности Тарского уезда с центром в селе Тевризское;
- Тарский участок податного инспектора Тарского уезда с центром в городе Тара;
- III район инспектора народных училищ Тарского уезда с центром в городе Тара;
- V участок сельского врача с центром в селе Тевризское.

### Сельские общества
- 1914 год — 42 населённых пункта, 42 сельских общества;
- 1915 год — 22 сельских общества.

## Инфраструктура
На 1915 год в волости имелись:
- Фельдшерский пункт с приёмными покоями с постоянными кроватями, обслуживающий лишь переселенцев, которые проживали как среди старожилов, так и отдельными посёлками (посёлок Ермиловский);
- Лечебное заведение переселенческой организации с приёмными покоями и постоянными кроватями (посёлок Ермиловский).

## Религия
Екатерининский и Александровский православные приходы входили во II благочиние Тобольской епархии с центром в посёлке Екатерининском.

## Население
Переселенческое население из Смоленской, Костромской губерний.
Национальный состав волости: русские, белорусы и незначительное число других.